# Crateva excelsa
Crateva excelsa är en kaprisväxtart som beskrevs av Boj.. Crateva excelsa ingår i släktet Crateva, och familjen kaprisväxter. Inga underarter finns listade i Catalogue of Life.